# Hopelchén
Hopelchén è uno degli 11 comuni dello stato della Campeche, Messico; si estende per un'area di 7460,27 km² con una popolazione di 37 777 abitanti secondo il censimento del 2010.
Confina a nord e a est con lo stato messicano dello Yucatán; a est con il comune di Calakmul; a sud con il comune di Calakmul e con il comune di Champotón e a ovest con i comuni di Champotón, Campeche, Tenabo e Hecelchakán.

## Località principali
A capo del comune c'è la città di Hopelchén con 7 295 abitanti.
Le altre località urbane, con le relative popolazioni al 2010, sono:
- Bolonchén de Rejón 	3.975
- Vicente Guerrero 	3.198

Le località rurali sopra i 1 000 abitanti:
- Dzibalchén 	2.340
- Ukum 	2.019
- Xmabén 	1.228
- Suc-Tuc 	1.179
- Chunchintok 	1.086

## Cronologia dei governatori
| Governatore del Comune               | Periodo   |
| ------------------------------------ | --------- |
| Maximiliano Sánchez                  | 1916-1917 |
| Pastor Medina y Medina               | 1918      |
| Leopoldo Aguilar R.                  | 1919      |
| Leopoldo Aguilar R.                  | 1920      |
| Marcelino Alonzo                     | 1921      |
| Alfonso Roca B.                      | 1922      |
| Luciano Toraya Pérez                 | 1923      |
| Indalecio Lara Uc                    | 1924-1925 |
| Consejo Municipal                    | 1926-1927 |
| Indalecio Lara Uc                    | 1928-1929 |
| Rafael Pinto C.                      | 1930-1931 |
| Tomás Calderón                       | 1932-1933 |
| Lisandro Lara B.                     | 1934-1935 |
| Pedro Gaspar Pazos Pavón             | 1936-1937 |
| Florentino Quijano.                  | 1938-1939 |
| Rodolfo Lara Barrera.                | 1940-1941 |
| Pedro Gaspar Pazos Pavón.            | 1942-1943 |
| Luciano tzec cahuich.                | 1944-1946 |
| Ricardo Avila Briceño.               | 1947-1949 |
| José A . Baqueiro Rodríguez.         | 1950-1952 |
| Fernando Sandoval Campos.            | 1953-1955 |
| José Rafael Aranda Baeza.            | 1956-1958 |
| José Guerrero Barahona.              | 1959-1961 |
| Manlio Alpúche Navarrete.            | 1962-1964 |
| Alvar Calderón Lara.                 | 1965-1967 |
| Hernán Chable Che.                   | 1968-1970 |
| Luis Alpuche Alpuche.                | 1971-1973 |
| Manuel Cervera Novelo.               | 1974-1976 |
| Marcial Huchin Chable.               | 1977-1979 |
| Rafael Carrillo Carrillo (inicio).   | 1980-1982 |
| Enrique González Vargas.             | 1983-1985 |
| Desiderio Ortegón Cahuich.           | 1986-1988 |
| Ruben España Solís.                  | 1989-1991 |
| Pedro Lara y Lara.                   | 1992-1994 |
| Juan Jesús Infante Pacheco.          | 1995-1997 |
| José Antonio Lara Cahuich.           | 1997-2000 |
| Jorge Lara López                     | 2000-2003 |
| Prof. Nidia Mildred Yeh Panti        | 2003-2006 |
| Lic. Julio Alberto Sansores Sansores | 2006-2009 |